# Anton Bergmeier
Anton Bergmeier (ur. 9 grudnia 1919 w Rinnberg, zm. 11 października 1984 w Pfaffenhofen an der Ilm) – zbrodniarz nazistowski, członek załogi niemieckiego obozu koncentracyjnego Buchenwald i SS-Oberscharführer.
Członek załogi obozu w Buchenwaldzie od września 1938 do lutego 1943, gdzie pełnił funkcję zastępcy kierownika bloku więziennego Martina Sommera. Bergmeier przeprowadzał egzekucje przez powieszenie i wykonywał kary nałożone na więźniów (także karę kijów). Specjalizował się również w wyrafinowanych torturach i maltretował więźniów na każdym kroku. Został dyscyplinarnie usunięty z obozu i skierowany na front do jednostek Waffen-SS.
Bergmeier został skazany na karę śmierci przez powieszenie w procesie załogi Buchenwaldu (US vs. Josias Prince Zu Waldeck i inni) przez amerykański Trybunał Wojskowy w Dachau. Karę zamieniono jednak w akcie łaski na dożywocie. W połowie lat pięćdziesiątych zwolniono go z więzienia w Landsbergu.